# حصن نمار
حصن نمار، من الحصون الحربية التي انشأتها الدولة السعودية الثانية في مدينة الرياض .

## موقع حصن نمار
يقع الحصن على ضفة وادي نمار الشمالي مقابل حي البديعة من الجهة الشرقية مبنى قديم.

## بناء حصن نمار
يحتوي الحصن على مبنيين متشابهيين في التصميم والإنشاء يفصل بينهما ممر مرصوف بالحجارة بعرض 1،50م، وتبلغ مساحتهما 10×4م، وسماكة حائطهما 40سم، بارتفاع يصل إلى أكثر من المترين، ويوجد في كل منهما باب في الجهة الجنوبية، وقد بُني الحصن من الحجارة، وقد أتسم مبنى الحصن بالحصانة الحربية من خلال وقوعه في أعلى رأس الجبل المطل على الأودية، والتي تحدهُ من ثلاث جهات شرقاً وغرباً ووادي نمار في الجهة الجنوبية، أما في الجهة الشمالية؛ فتعتبر هي المنفذ الوحيد الذي يمكن من خلاله الهجوم على هذا الحصن، ولكنهُ محمي بخندقٍ يُقدر طوله بمترين وعرضه 1،50م، وبعمق يبلغ متر، وكما توجد مزاغل في الحصن باتجاه المنفذ الوحيد لها.

## الحصن والحروب
يعود الحصن إلى فترة استخدام الأسلحة النارية لعدم وجود المزاغل التي تحمل فتحات صغيرة، ويعود إلى الحصون الحربية التي انشأتها الدولة السعودية الثانية أي في القرن الثالث عشر الهجري بعدما تمكن الامام تركي بن عبدالله في عام 1240هـ من الاستيلاء على على الرياض لتكون مركز حماية مشابهاً تماماً لما قامت به الدولة السعودية الأولى مثل حصن غذوانة، وقصر غذوانة الذي بُني في عهد الإمام محمد بن سعود، وقد أمر ببنائه ابنه عبد العزيز في سنة 1171هـ، وكان الهدف من بنائه سهولة محاصرة الرياض، والقيام من خلالها بغاراتٍ متعددة.

## انظر ايضاً
- الرياض
- تركي بن عبدالله
- محمد بن سعود